# Euleptorhamphus viridis
Euleptorhamphus viridis is een straalvinnige vissensoort uit de familie van halfsnavelbekken (Hemiramphidae). De wetenschappelijke naam van de soort is voor het eerst geldig gepubliceerd in 1823 door van Hasselt.